# سرگئی دولاتوف

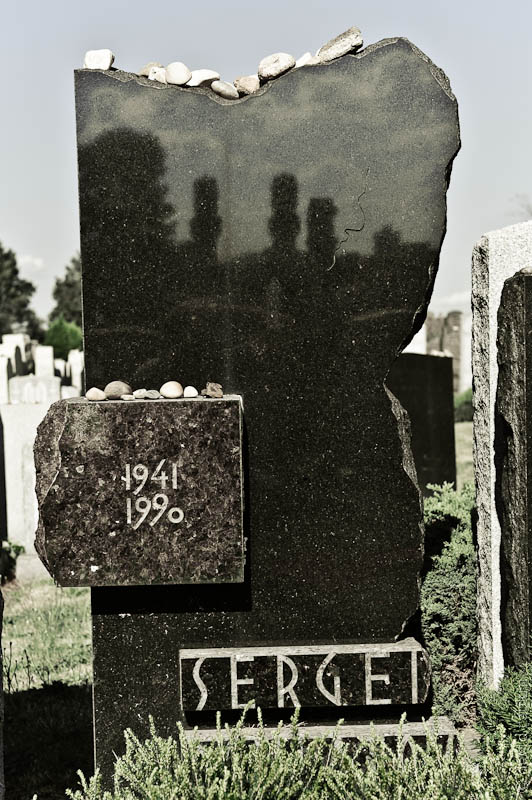

سرگئی دولاتوف (دولاتیان) (ارمنی: Սերգեյ Դովլաթով (Դովլաթյան) روسی: Серге́й Дона́тович Довла́тов؛ تولد ۳ سپتامبر ۱۹۴۱ در اوفا – مرگ ۲۴ اوت ۱۹۹۰ در نیویورک) نویسنده، و روزنامه‌نگار ارمنی-یهودی‌تبار اهل روسیه بود. او را به عنوان محبوب‌ترین نویسنده روسی اواخر قرن ۲۰ می‌شناسند.

## زندگی‌نامه
دولاتوف در شهر اوفا، از پدری یهودی و مادری ارمنی به دنیا آمد و در لنین‌گراد (سن پترزبورگ کنونی) در خانواده ای خلاق در بزرگ شد که خانواده او در ابتدای جنگ جهانی دوم، در آن ساکن شده بودند. مادرش نورا دولتیان یک نمونه‌خوان و پدرش دونات مچیک کارگردان تئاتر بود.
پس از ۱۹۴۴ به همراه مادرش در لنینگراد زندگی می‌کرد و برای ادامهٔ تحصیلات نیز به دپارتمان فنلاندی دانشگاه لنینگراد رفت، اما پس از دو سال و نیم تحصیل را ناتمام رها کرد. به هر روی او در آنجا با شاعران مشهور لنینگراد از جمله یوگنی بوریسوویچ رین، آناتولی گریخوویچ نایمان، ژوزف برودسکی نویسندهٔ اثر سرگی ولف، و هنرمندی به نام الکساندر نی آشنا شد.
او جذب ارتش اتحاد جماهیر شوروی شد و مدتی به عنوان نگهبان یکی از کمپ‌های فوق امنیتی فعالیت می‌کرد. بعدها خرج زندگی را از راه روزنامه‌نگاری و نوشتن در مجلات و روزنامه‌های لنینگراد تأمین می‌کرد و بعدها به عنوان شغل کمکی شغلی تابستانی به عنوان راهنمای گردشگری در موزهٔ میخایلوفسکی اتخاذ کرده بود؛ موزه‌ای در نزدیکی پسکوف که به الکساندر پوشکین اختصاص داشت.
دولاتوف زندگی اولیه خود را به عنوان روزنامه‌نگار گذراند و داستان‌های کوتاه تخیلی نوشت که منعکس کننده جزئیات زندگی روزمره شوروی بود. به دلیل سانسور دولتی، نثر او برای اولین بار در اواخر دهه ۱۹۷۰ از طریق سامیزدات، یک شبکه انتشارات زیرزمینی منتشر شد.
دولتوف در سال ۱۹۷۹ تنها با یک چمدان به امید آزادی ادبی به شهر نیویورک در ایالات متحده مهاجرت کرد. او به زودی خود را در محافل نویسندگی ایالات متحده به عنوان سردبیر «آمریکایی جدید»، یک روزنامه موفق مهاجر، تثبیت کرد. اولین داستان کوتاه او در سال ۱۹۸۰ توسط «نیویورکر» منتشر شد که خوانندگان زیادی را با برند تجاری طنز روسی دولاتوف آشنا کرد. پس از این موفقیت، او تقریباً هر سال کتاب جدیدی نوشت.
اگر چه آثار او تا سال ۱۹۸۹ در کشورش منتشر نشد، دولتوف امروز در روسیه نامی آشناست.
او را یکی از پرخواننده‌ترین و منتشرترین نویسندگان روسی می‌دانند. او به همراه برادسکی و سولژنیتسین یکی از مشهورترین نویسندگان روسی زبان اواخر قرن بیستم است.
خیابانی در شهر نیویورک، جایی که دولتوف بسیاری از مشهورترین آثار خود را در آن نوشته‌است، به نام او نامگذاری شده‌است.